# Castillo de Alconchel
El castillo de Alconchel o castillo de Miraflores está construido en la cima del cerro de Miraflores, es una edificación defensiva en zona fronteriza que actualmente se halla recuperada para hostelería y se pueden visitar sus dependencias. Sus orígenes se remontan al siglo XII. Está cerca de un pequeño riachuelo, afluente del río Guadiana por lo que la hondonada de su cauce le servía de defensa natural.
Se encuentra en el término municipal de Alconchel, municipio español situado a unos 45 km de Badajoz, capital de la provincia del mismo nombre, en la Comunidad Autónoma de Extremadura, al suroeste de la provincia de Badajoz, a mitad de camino entre Olivenza y Jerez de los Caballeros, sobre un ámbito dominado por las sierras de las Puercas y la Cobana y fronterizo con Portugal. Está en la comarca de Llanos de Olivenza y, dado que está ubicado en un alto cerro, se deduce el valor estratégico de la fortificación ya que desde ella se divisa una gran superficie de terreno a su alrededor.

## Historia
Parece ser que, como lo atestiguan los elementos ciclópeos utilizados como base de la actual fortaleza, las lápidas romanas aparecidas en la falda del castillo y los restos de columnas, aunque no existen datos ciertos, en época prerromana se comenzó a aprovechar el Cerro de Miraflores. También aparecieron monedas visigodas en la falda del cerro de lo que se deduce que el citado cerro tuvo una gran importancia estratégica en diferentes épocas y culturas. En ese lugar existió también una fortaleza en la época musulmana si bien no queda ningún resto de ella. Solo en topónimo hace recordar que los musulmanes estuvieron allí.
La restos de la construcción que permanece en pie es obra totalmente cristiana. La reconquista de esta fortaleza se debe a Alfonso I de Portugal y tuvo lugar el año 1166. Anteriormente, en 1145, era portugués pero fue conquistado por el Reino de León poco después. Perteneció a la Orden del Temple entre los años 1264 y 1312, año en el que desapareció la Orden, concedida por el rey Fernando III de Castilla y León en vísperas a la conquista de Sevilla. Tras su desaparición pasó a la Orden de Alcántara.
A lo largo de todo el siglo XIV y durante la segunda mitad del siglo XVI se llevaron a cabo las mayores reformas, dotándolo de recintos defensivos y otros elementos de fortificación para poder disponer de artillería y armas pesadas, precisamente cuando era dueño del castillo el Maestre de la Orden de Alcántara don Gutierre de Sotomayor. Durante este siglo fue lugar donde se desarrollaron numerosos enfrentamientos entre los ejércitos portugueses y españoles dada su condición de fortaleza fronteriza con Portugal. A partir del año 1690 y hasta el siglo XIX perteneció al marquesado de San Juan de Piedras Albas y de Bélgida.

## El castillo

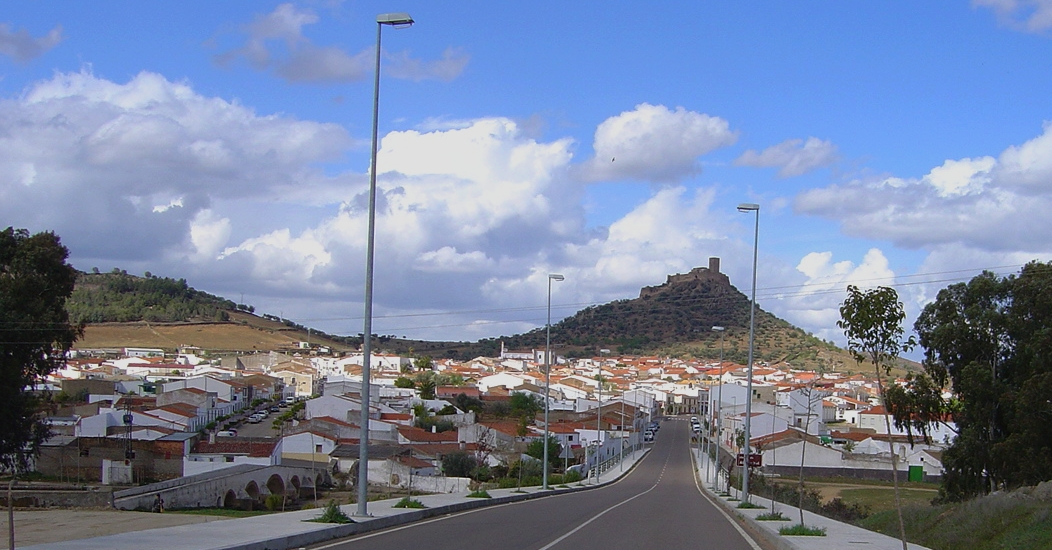
Población de Alconchel y castillo al fondo

Los varios recintos de que dispone se adaptan a las irregularidades del terreno de tal forma que, al estar en la cresta de una loma alargada, su planta también sea alargada siguiendo las curvas de nivel del terreno. Los recintos están dispuestos de forma casi concéntrica y están reforzados en los puntos en que, por la condición orográfica, resultan más vulnerables. En la parte más elevada del promontorio se alza el cuerpo principal del castillo. El acceso a su interior se hace a través de una portada gótica con torres cilíndricas en las esquinas y de mayor altura que los lienzos de muralla adosados a ellas. El recinto de este cuerpo principal consta de una muralla almenada dotada con aspilleras en los adarves y está reforzado por cubos cilíndricos en sus esquinas. Por debajo de los merlones dispone de una moldura de ladrillo en hiladas que es doble en las torres lo que contribuye a mejorar la estética del compacto edificio bélico.
En la parte más elevada del recinto dispone de otro recinto dentro del cual está la torre del homenaje así como las dependencias residenciales. La torre del homenaje, situada en el centro del patio de este último recinto, tiene planta cuadrada y tres pisos de altura que se distinguen por unas cornisas entre ellos. Con estas dimensiones, destaca de forma importante respecto al resto de la fortaleza. Aún lo haría más si se conservaran las almenas que coronaban la torre. En los lados de la torre hay varias saeteras y otras aberturas a modo de ventanas desde donde se podía divisar una gran cantidad de terreno de sus alrededores. Tiene dos entradas: la principal es de arco apuntado coronado por un alfiz donde había un escudo de armas de los propietarios, escudo que ha desaparecido; la otra puerta tiene menor entidad y valor y se sitúa en el lado opuesto.